# 대한민국 민법 제749조
대한민국 민법 제749조는 수익자의 악의인정에 대한 민법조문이다.

## 조문
제749조(수익자의 악의인정) ① 수익자가 이익을 받은 후 법률상 원인없음을 안 때에는 그때부터 악의의 수익자로서 이익반환의 책임이 있다.
②선의의 수익자가 패소한 때에는 그 소를 제기한 때부터 악의의 수익자로 본다.

第749條(受益者의 惡意認定) ① 受益者가 利益을 받은 後 法律上 原因없음을 안 때에는 그때부터 惡意의 受益者로서 利益返還의 責任이 있다.
②善意의 受益者가 敗訴한 때에는 그 訴를 提起한 때부터 惡意의 受益者로 본다.

## 판례
- 민법 제749조 2항 소정의 '그 소'라 함은 부당이득을 이유로 그 반환을 구하는 소를 가리키지만 한편 민법 제197조 2항의 규정에 의하여 토지소유권이전등기의 말소청구소송의 패소자는 승소자가 위 소송을 제기한 때로부터 위 토지에 대한 악의의 점유자로 간주된다[1]